# 사토 유야
사토 유야(일본어: 佐藤友哉, さとう ゆうや, 1980년 12월 7일 ~ )는 일본의 소설가로, 유야땅(ユヤタン)이라고도 불린다. 홋카이도 지토세시 출신으로, 2001년 《플리커 스타일 - 카가미 키미히코에게 어울리는 살인》로 제21회 메피스토 상을 수상한 뒤 2002년 도쿄로 상경했다.
미스테리나 라이트 노벨 풍의 소설을 쓰며, 《파우스트(ファウスト)》, 《군죠(群像)》, 《신쵸(新潮)》 등의 문예지에 작품을 발표하고 있다.

## 국내 발표작

### 단행본

#### 가가미 가 사가
통칭 가가미 가 사가(일본어: 鏡家サーガ)는 고단샤 노벨즈를 통해 출판된 사토 유야의 장편 연작으로, 구성원 모두가 정신 이상을 가진 가가미 집안의 인물이 주인공인 소설이다. 대한민국에서는 '가가미 가 사가'에 해당하는 명칭이 없으며, 《파우스트》 지면상에서는 '〈가가미가〉 시리즈', '가가미가 사가'라고 각각 다른 명칭으로 번역해 사용하고 있다. 단행본을 출판하는 파우스트 노벨즈에서도 이 시리즈를 가리키는 명칭이 없다.
J. D. 샐린저의 '글라스 일가'(잡지 《뉴요커(The New Yorker)》에 발표했던 1953년 《9개의 단편(Nine Stories)》, 1961년 《프래니와 주이(Franny and Zooey)》, 1963년 《목수여, 지붕의 대들보를 높이 올려라:및 시모어의 서장(序章)(Raise High the Roof Beam, Carpenters;and Seymour:an Introduction)》 3작품)로부터 강한 영향을 받았다. 사사이 이코(笹井一個)가 일러스트를 그렸으며, 《플리커 스타일》과 《에나멜을 바른 혼의 비중》은 증쇄분부터 일러스트가 수록되었다. 학산문화사의 한국어판에는 처음부터 일러스트가 수록되어 있다.
번외편을 포함해 총 4권이며, 1권 더 출간이 예정되어 있다. 그 중 대한민국에서 출간된 책들은 다음과 같다.
- 2006년 8월, 《플리커 스타일 - 카가미 키미히코에게 어울리는 살인(フリッカー式　鏡公彦にうってつけの殺人)》
  - 주진언(번역). 학산문화사. 405쪽, ISBN 89-529-8240-1
- 2007년 7월, 《에나멜을 바른 혼의 비중 - 카가미 료코와 변화하는 밀실(エナメルを塗った魂の比重　鏡稜子ときせかえ密室)》
  - 주진언(번역). 학산문화사. 558쪽, ISBN 978-89-529-9197-3
  - 폭력성 문제로 한국간행물윤리위원회로부터 청소년 유해도서 판정을 받았다.
- 2008년 1월, 《수몰 피아노 - 카가미 소지가 되돌리는 범죄(水没ピアノ　鏡創士がひきもどす犯罪)》
  - 박소영(번역). 학산문화사. 524쪽, ISBN 978-89-529-9198-0

### 중·단편

#### 색 시리즈
통칭 색 시리즈는 제목에 색이 들어가는 4개의 단편 연작으로, 고단샤에서 2007년 6월 단행본으로 출간(ISBN 978-4-06-213063-9)되었으나 대한민국에서는 《파우스트》에 다음의 총 3편이 실렸을 뿐, 단행본으로 출간되지는 않았다. 기토 모히로(鬼頭莫宏)가 일러스트를 그렸으나 고단샤의 단행본에는 수록되지 않았다.
- 〈붉은 색 모스크뮬(赤色のモスコミュール)〉 - 《파우스트》 vol.1
- 〈검은 색 포카리스웨트(黒色のポカリスエット)〉 - 《파우스트》 vol.2
- 〈무지갯빛 다이어트 코카콜라 레몬(虹色のダイエットコカコーラレモン)〉 - 《파우스트》 vol.3

#### 그 외 중·단편
- 〈지옥 섬의 여왕(地獄の島の女王)〉 - 《파우스트》 vol.4, 일러스트 마이조 오타로
- 〈아무에게도 읽히지 않는(誰にも続かない)〉 - 《파우스트》 vol.4, 일러스트 마이조 오타로
  - 오쓰이치, 기타야마 다케쿠니, 사토 유야, 다키모토 다쓰히코, 니시오 이신의 릴레이 소설